# Arroyo Bowles
El arroyo Bowles es un  río de agua de deshielo, glacial y ramificado de 400 m de largo. Está situado en la Tierra Victoria en la Antártida Oriental. En el valle Taylor fluye al este del arroyo María hacia el extremo suroeste del lago Fryxell, al que llega al oeste del arroyo Green.
El arroyo Bowles fue nombrado por sugerencia de la hidróloga estadounidense Diane Marie McKnight, jefa del equipo del Servicio Geológico de los Estados Unidos (USGS) que examinó el sistema fluvial del lago Fryxell entre 1987 y 1994. Lleva el nombre de la hidróloga Elizabeth C. Bowles, quien realizó estudios sobre la geoquímica orgánica de los afluentes del lago Fryxell durante la campaña del USGS que duró de 1987 a 1988.